# Bosön idrottsfolkhögskola

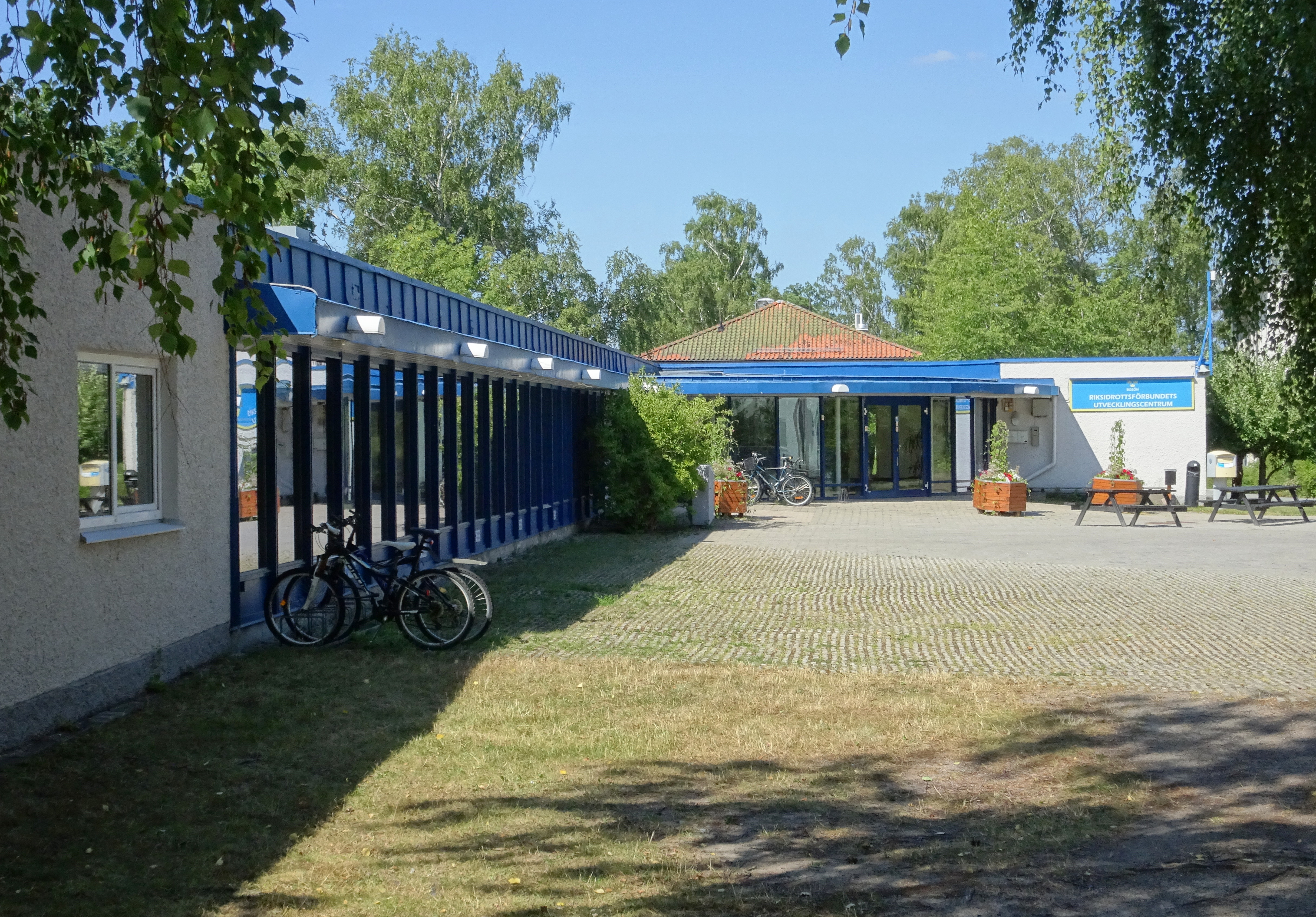
Olympiahuset är skolans skolhus.

Bosön idrottsfolkhögskola är en folkhögskola på Bosön belägen i norra delen av Lidingö kommun, Stockholms län. Skolan är en del av Riksidrottsförbundets utvecklingscentrum som etablerades här 1939. Huvudman för Bosön idrottsfolkhögskola är SISU idrottsutbildarna. Skolan besökts årligen av cirka 150 studerande.

## Historik

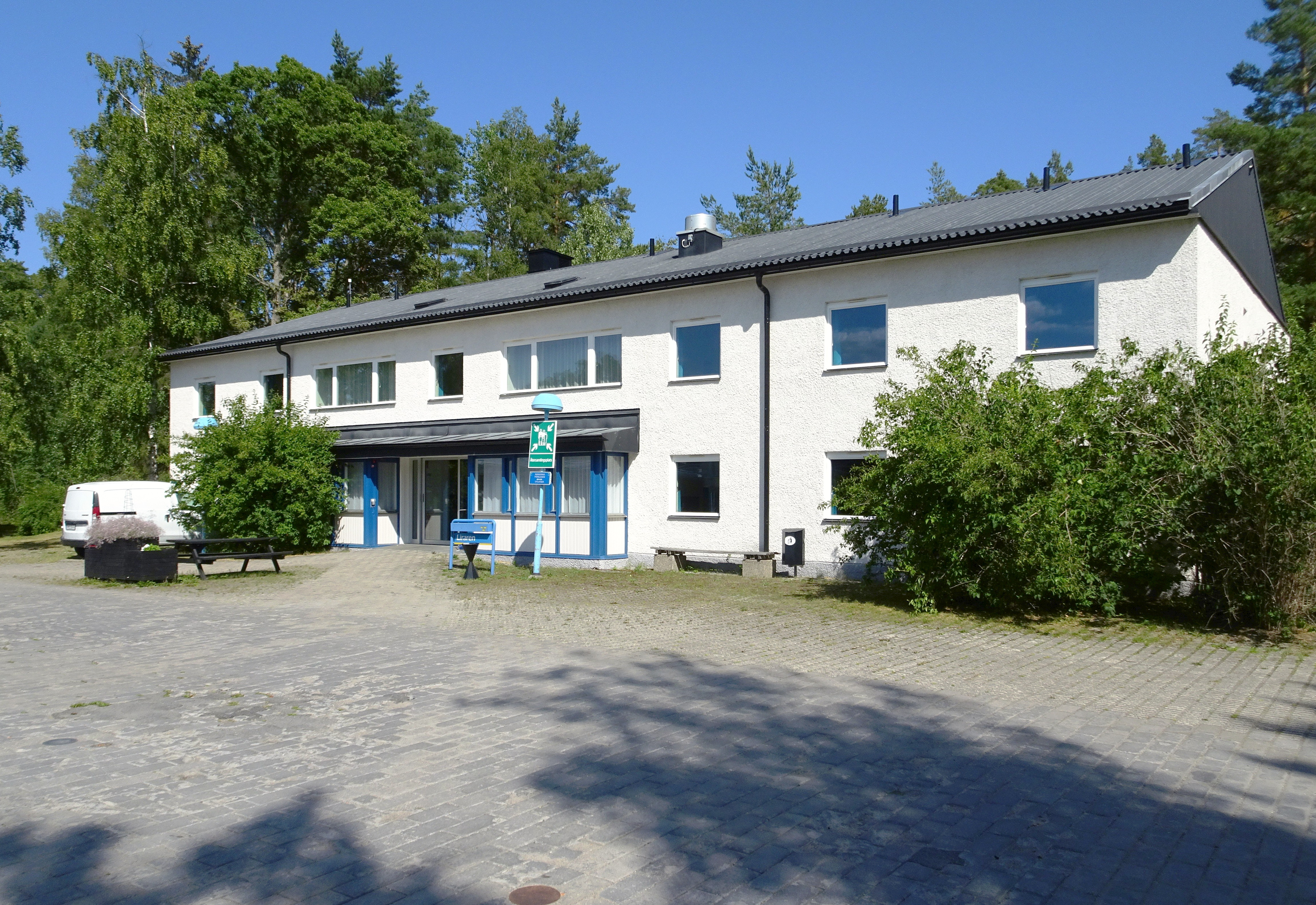
Hotelldelen "Liraren".

Folkhögskoleverksamheten började 1954 i form av idrottsinstruktörskurser för ungdomsledare. År 1961 startade folkhögskoleverksamheten som filial till Lillsveds folkhögskola på Värmdö med en idrottsledarlinje. Linjen förlängdes 1974 till att omfatta två år och blev yrkesinriktad. På 1970-talet uppfördes Folkhögskolans skolhus (nuvarande Olympiahus), samt hotelldelarna Liraren och Lyftaren mittemot, även utomhusanläggningarna byggdes ut.
År 1978 blev Bosön en självständig folkhögskola Initiativtagare var rektorsparet Svea och Pontus Lindberg som kom till Bosön 1947 och sedan präglade verksamheten under många år. 
Mellan 1998 och 1999 uppfördes Bosöns studentcampus som består av 76 studentlägenheter för elever på Bosön idrottsfolkhögskola. Innan dess bodde inackorderade elever dels inom Bosön i rum med mycket enkelt standard, dels utanför anläggningen.

## Kurser och utbildningar

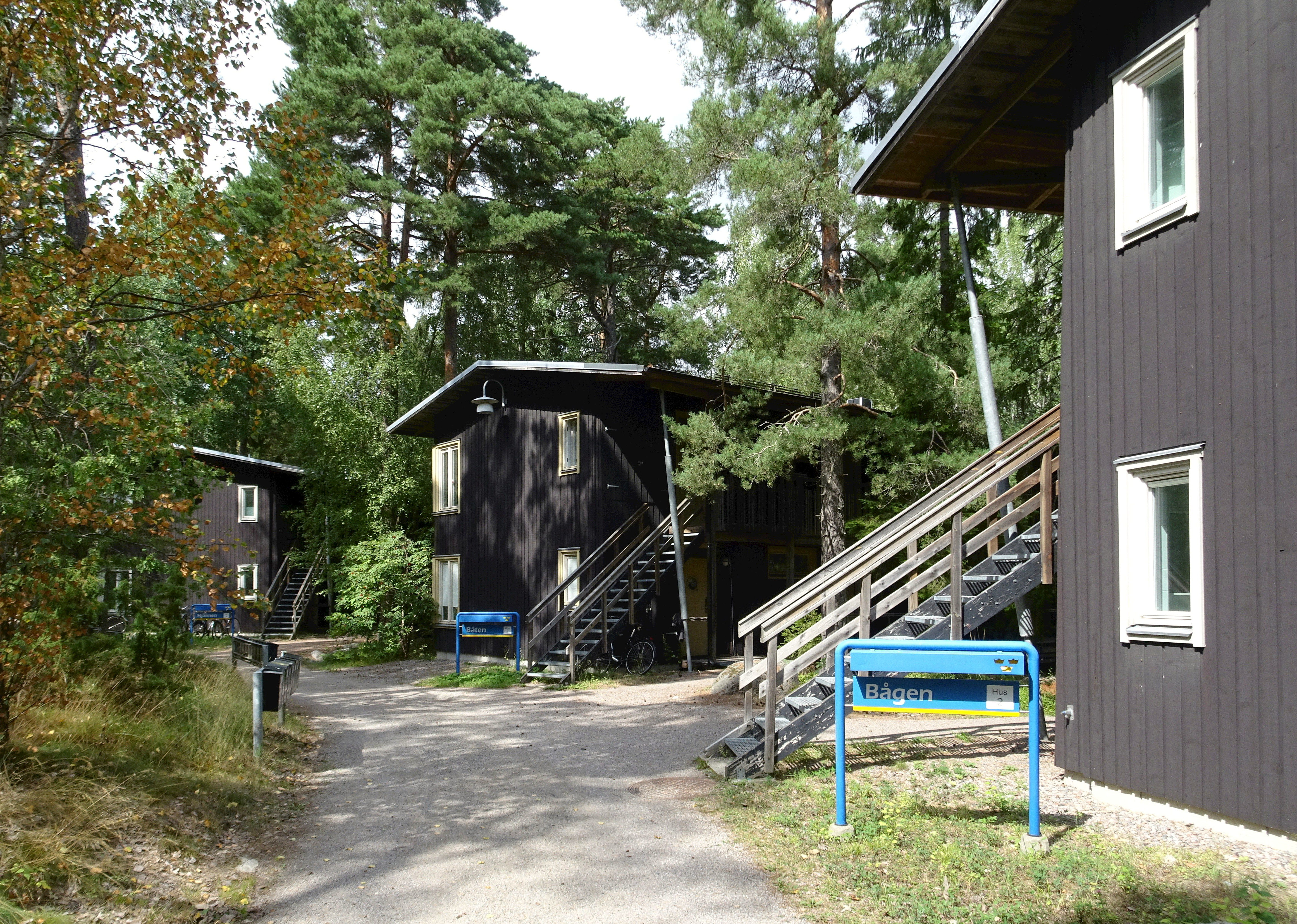
Bosöns studentcampus.

- Elitidrottsutbildning
- Idrottskonsulentutbildning
- Tränarutbildning
- Samverkanskurs
- Coacha din egen hälsa - Må bättre
- Allmän kurs Idrott distans
- Allmän kurs Idrott